# Loxosceles
Loxosceles este un gen de păianjeni din familia Sicariidae. Veninos

## Specii[1]
- Loxosceles accepta
- Loxosceles adelaida
- Loxosceles alamosa
- Loxosceles alicea
- Loxosceles amazonica
- Loxosceles anomala
- Loxosceles apachea
- Loxosceles aphrasta
- Loxosceles aranea
- Loxosceles arizonica
- Loxosceles aurea
- Loxosceles baja
- Loxosceles barbara
- Loxosceles belli
- Loxosceles bettyae
- Loxosceles blancasi
- Loxosceles blanda
- Loxosceles boneti
- Loxosceles candela
- Loxosceles caribbaea
- Loxosceles carmena
- Loxosceles chinateca
- Loxosceles colima
- Loxosceles conococha
- Loxosceles coquimbo
- Loxosceles coyote
- Loxosceles cubana
- Loxosceles deserta
- Loxosceles devia
- Loxosceles fontainei
- Loxosceles foutadjalloni
- Loxosceles francisca
- Loxosceles frizzelli
- Loxosceles gaucho
- Loxosceles gloria
- Loxosceles guatemala
- Loxosceles harrietae
- Loxosceles herreri
- Loxosceles hirsuta
- Loxosceles huasteca
- Loxosceles immodesta
- Loxosceles inca
- Loxosceles insula
- Loxosceles intermedia
- Loxosceles jaca
- Loxosceles jamaica
- Loxosceles jarmila
- Loxosceles julia
- Loxosceles kaiba
- Loxosceles lacroixi
- Loxosceles lacta
- Loxosceles laeta
- Loxosceles lawrencei
- Loxosceles lutea
- Loxosceles luteola
- Loxosceles manuela
- Loxosceles martha
- Loxosceles meruensis
- Loxosceles misteca
- Loxosceles mulege
- Loxosceles nahuana
- Loxosceles neuvillei
- Loxosceles olmea
- Loxosceles pallidecolorata
- Loxosceles palma
- Loxosceles panama
- Loxosceles parrami
- Loxosceles piura
- Loxosceles pucara
- Loxosceles puortoi
- Loxosceles reclusa
- Loxosceles rica
- Loxosceles rosana
- Loxosceles rothi
- Loxosceles rufescens
- Loxosceles rufipes
- Loxosceles russelli
- Loxosceles sabina
- Loxosceles seri
- Loxosceles similis
- Loxosceles smithi
- Loxosceles sonora
- Loxosceles spadicea
- Loxosceles speluncarum
- Loxosceles spinulosa
- Loxosceles surca
- Loxosceles taeniopalpis
- Loxosceles taino
- Loxosceles tehuana
- Loxosceles tenango
- Loxosceles teresa
- Loxosceles tlacolula
- Loxosceles valdosa
- Loxosceles valida
- Loxosceles variegata
- Loxosceles weyrauchi
- Loxosceles virgo
- Loxosceles vonwredei
- Loxosceles yucatana
- Loxosceles zapoteca